# Hyboserica caffra
Hyboserica caffra är en skalbaggsart som beskrevs av Fahraeus 1857. Hyboserica caffra ingår i släktet Hyboserica och familjen Melolonthidae. Inga underarter finns listade i Catalogue of Life.